# Bleuet (fruit)
Pour les articles homonymes, voir Bleuet et Bluet.

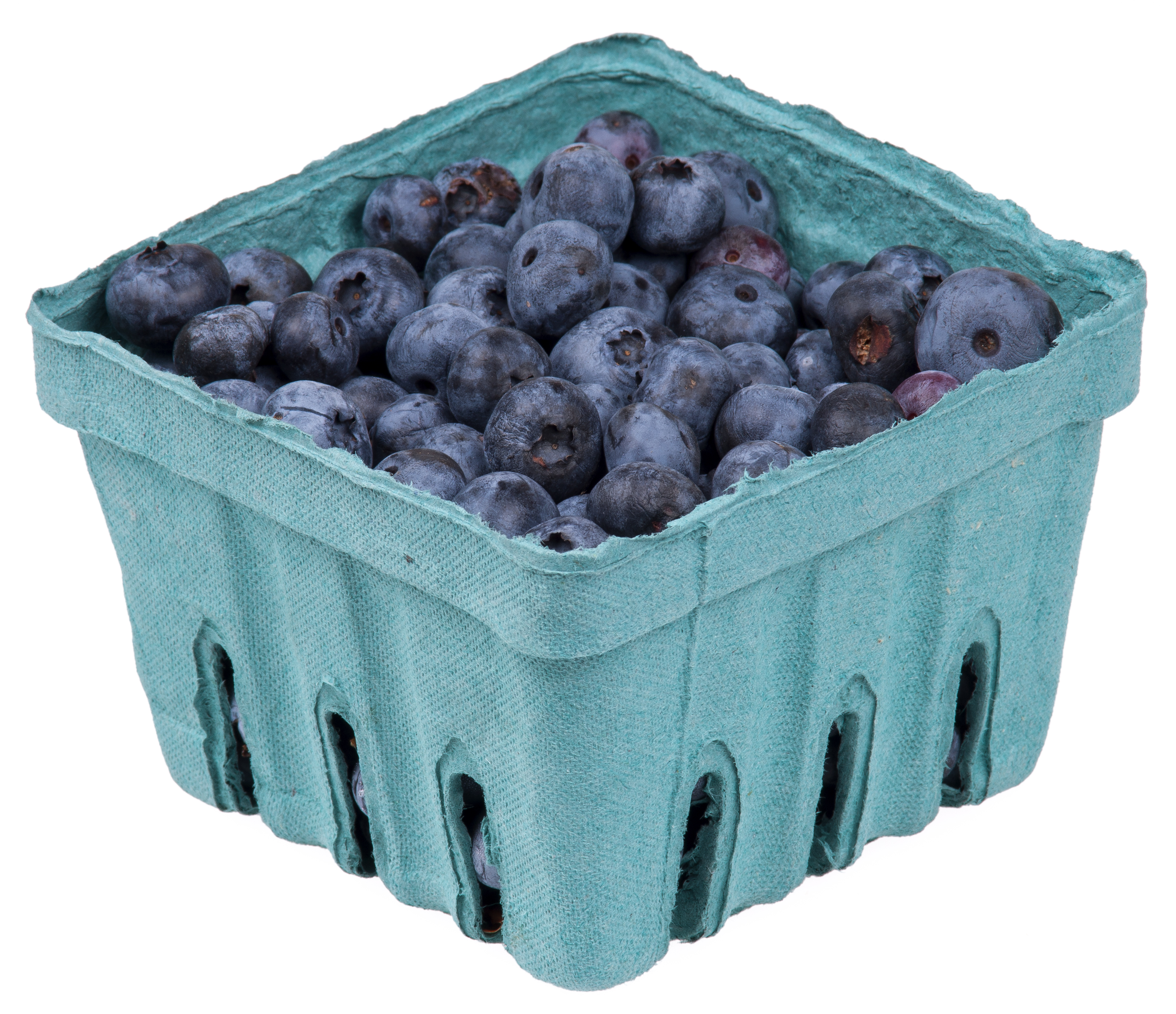
Bleuets commercialisés en barquette.

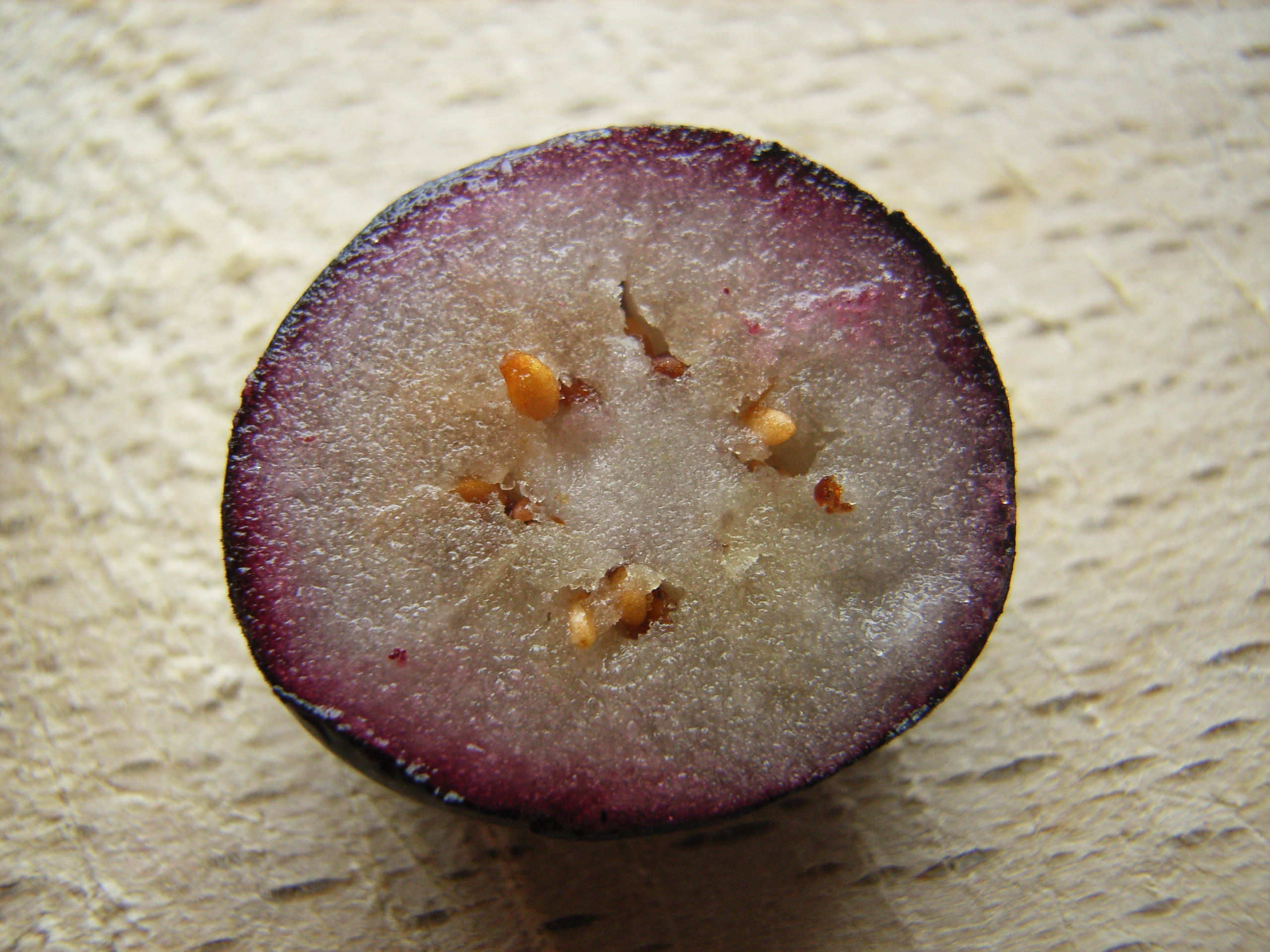
Coupe d'un bleuet qui montre une chair blanche ne tachant presque pas quand elle est crue, à la différence de la myrtille commune (Vaccinium myrtillus).

Le bleuet (au Canada) ou bluet est une baie qui pousse sur des arbustes du genre Vaccinium originaires d'Amérique du Nord où on les trouve principalement. Cette baie est proche de celle de la myrtille commune (Vaccinium myrtillus), mais possède toutefois des caractéristiques différentes comme sa coloration, son goût légèrement moins sucré et des propriétés spécifiques. Le bleuet sauvage est de très petite taille tandis que le bleuet cultivé est de plus grande taille.

## Espèces
C’est le fruit de différentes espèces :
- Bleuet à feuilles étroites (Vaccinium angustifolium)
- Bleuet sauvage (Vaccinium myrtilloides)
- Bleuet géant ou bleuet en corymbes (Vaccinium corymbosum). L'espèce cultivée, arbustive à gros fruits, introduite sur d'autres continents.

Les bleuets d'Amérique du Nord
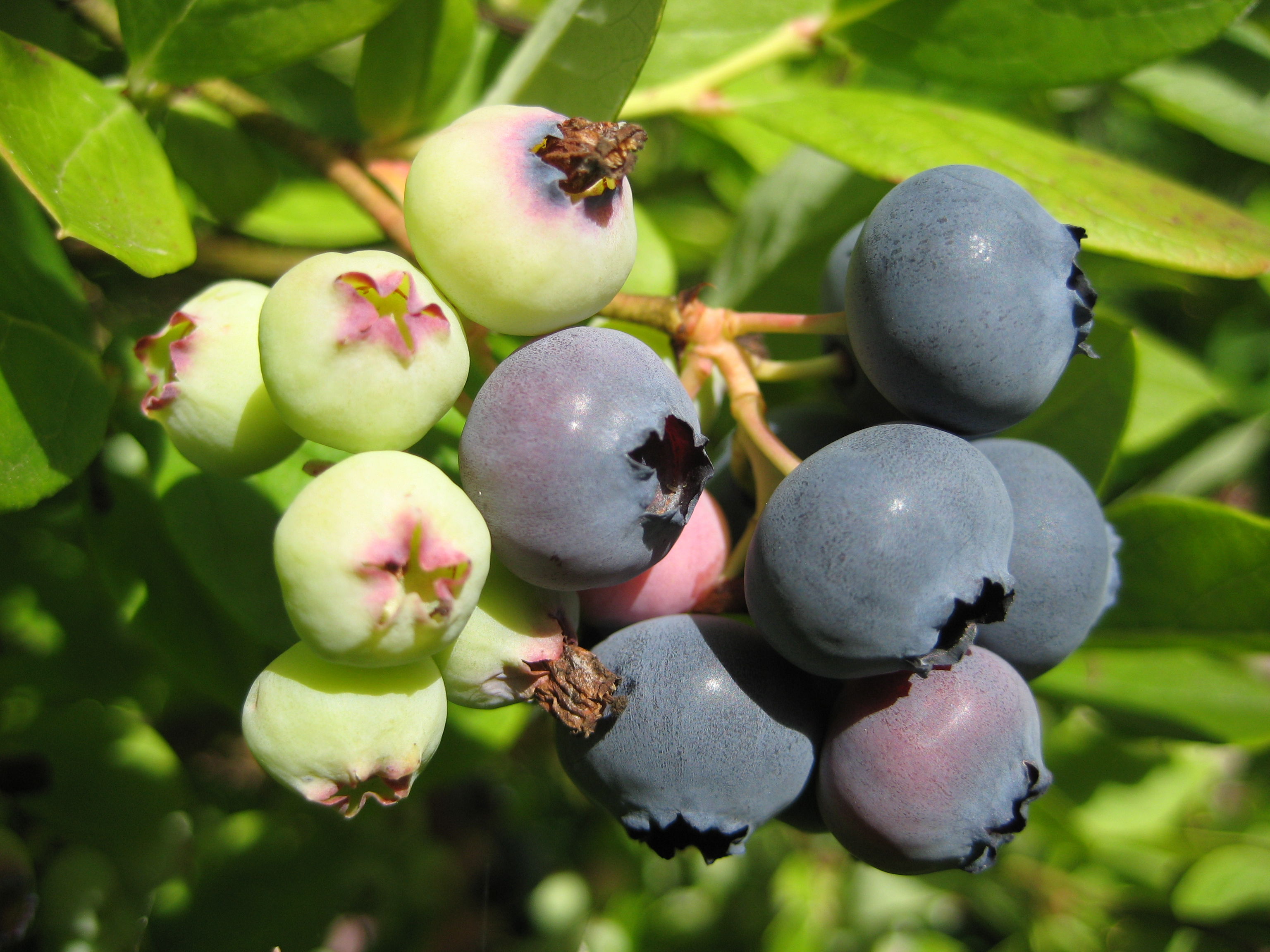
Vaccinium corymbosum.
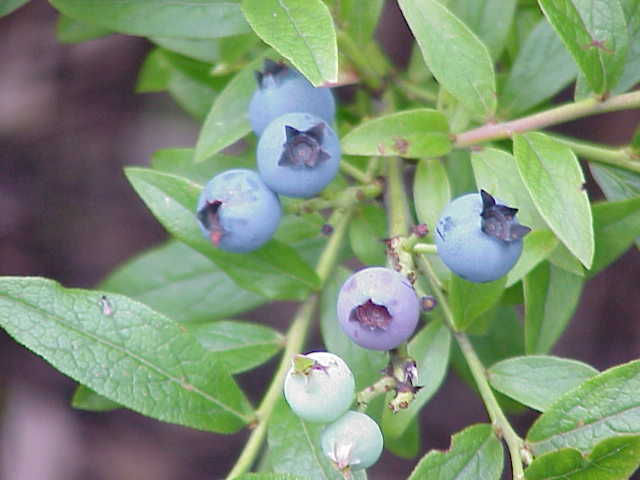
Vaccinium angustifolium.
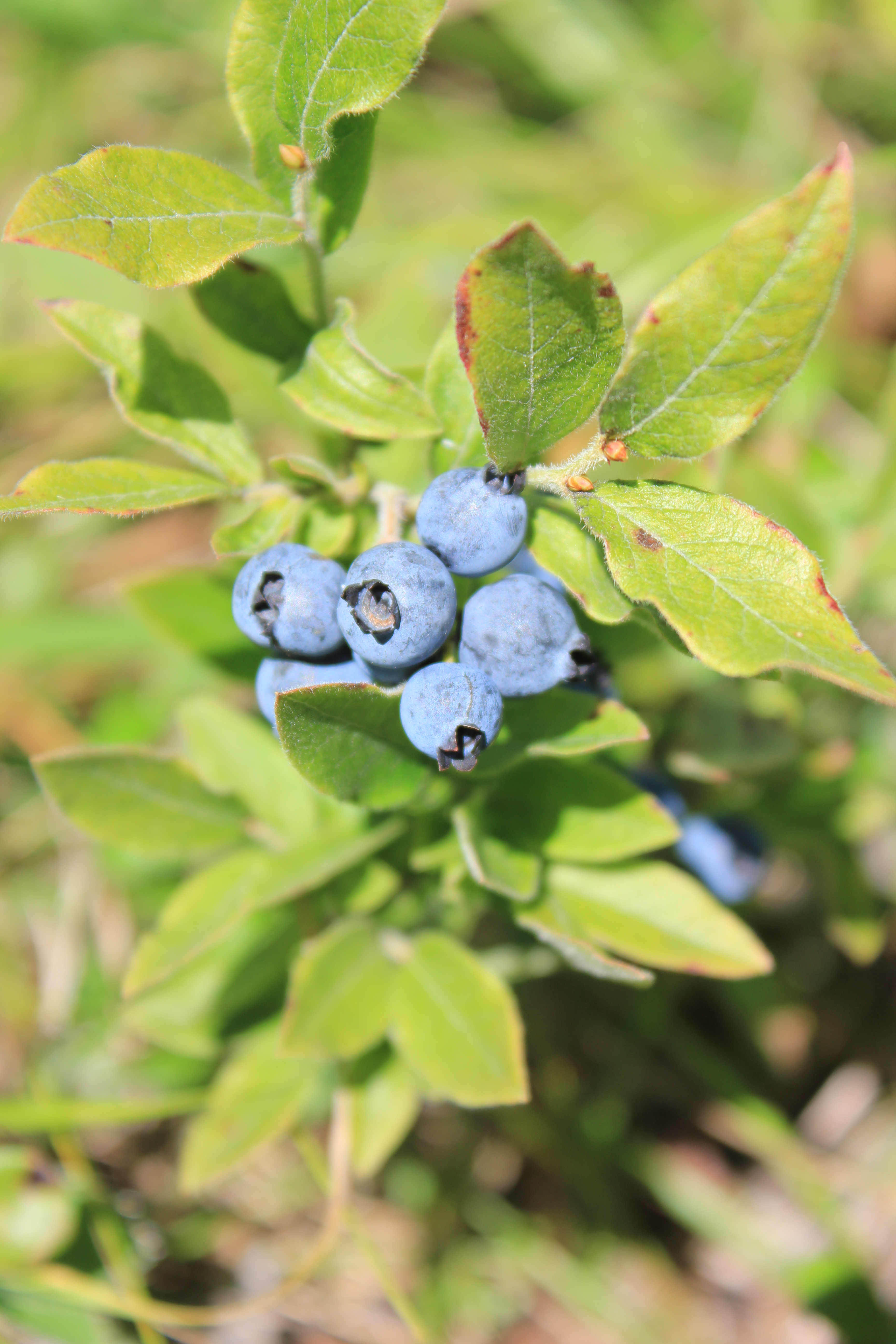
Vaccinium myrtilloides.

Les bleuets sauvages poussent au ras du sol sur un arbuste d'environ 20 centimètres de hauteur, comme la myrtille, tandis que le bleuet cultivé (Vaccinium corymbosum) pousse sur un arbuste pouvant atteindre plus d'un mètre.

## Fruits
Contrairement à la myrtille, le bleuet a une chair blanche qui ne tache presque pas quand elle est crue.
Le bleuet géant est commercialisé en France sous l'appellation bluet des Vosges, devenue « bleu vert Vosges » depuis 2006.

Comparaison du bleuet cultivé et de la myrtille
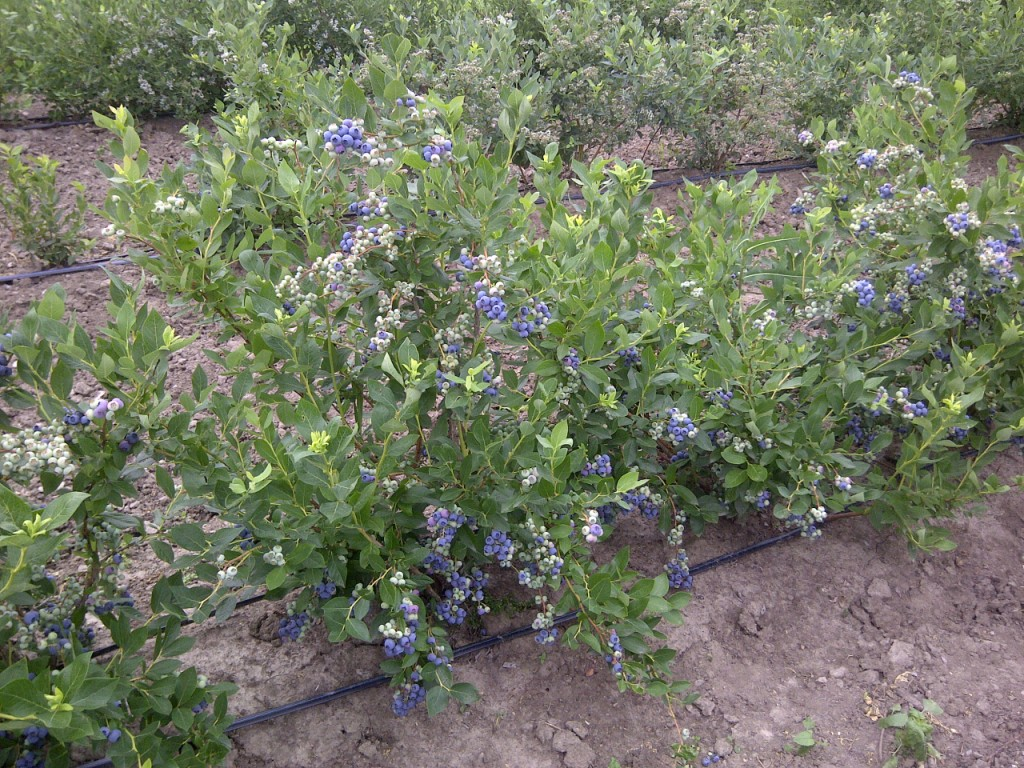
Bleuets de Vaccinium corymbosum sur pied
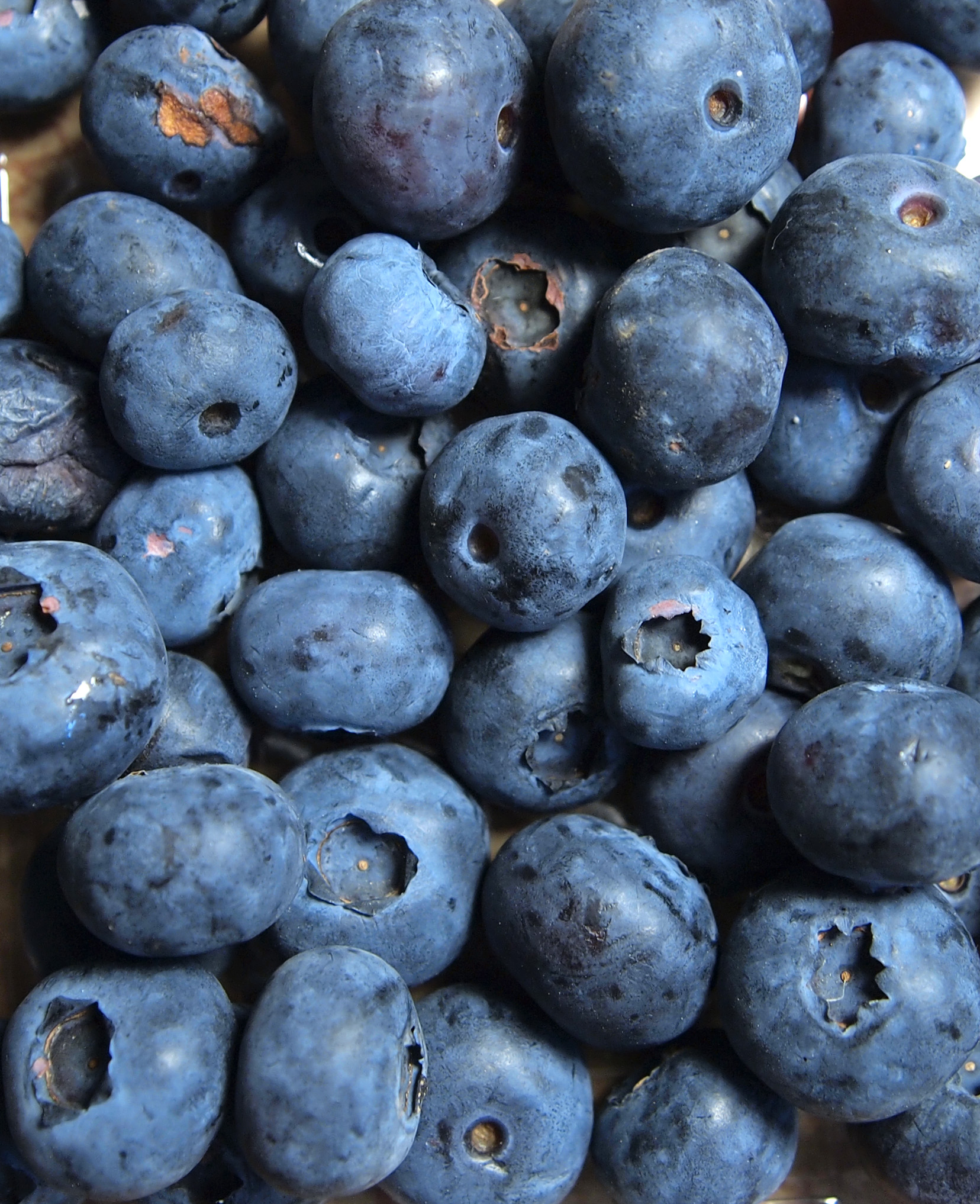
Bleuets de Vaccinium corymbosum
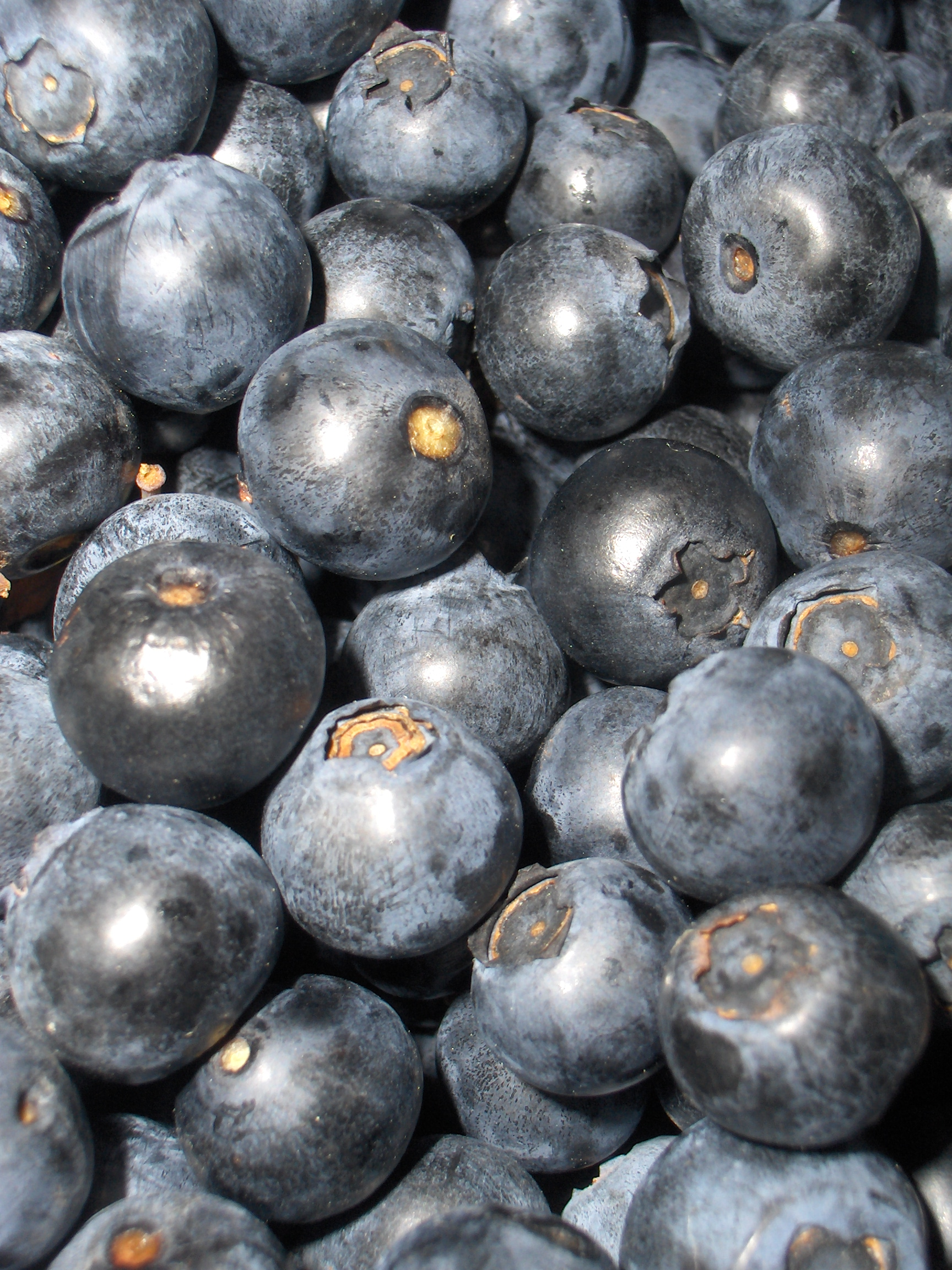
Myrtilles (Vaccinium myrtillus)
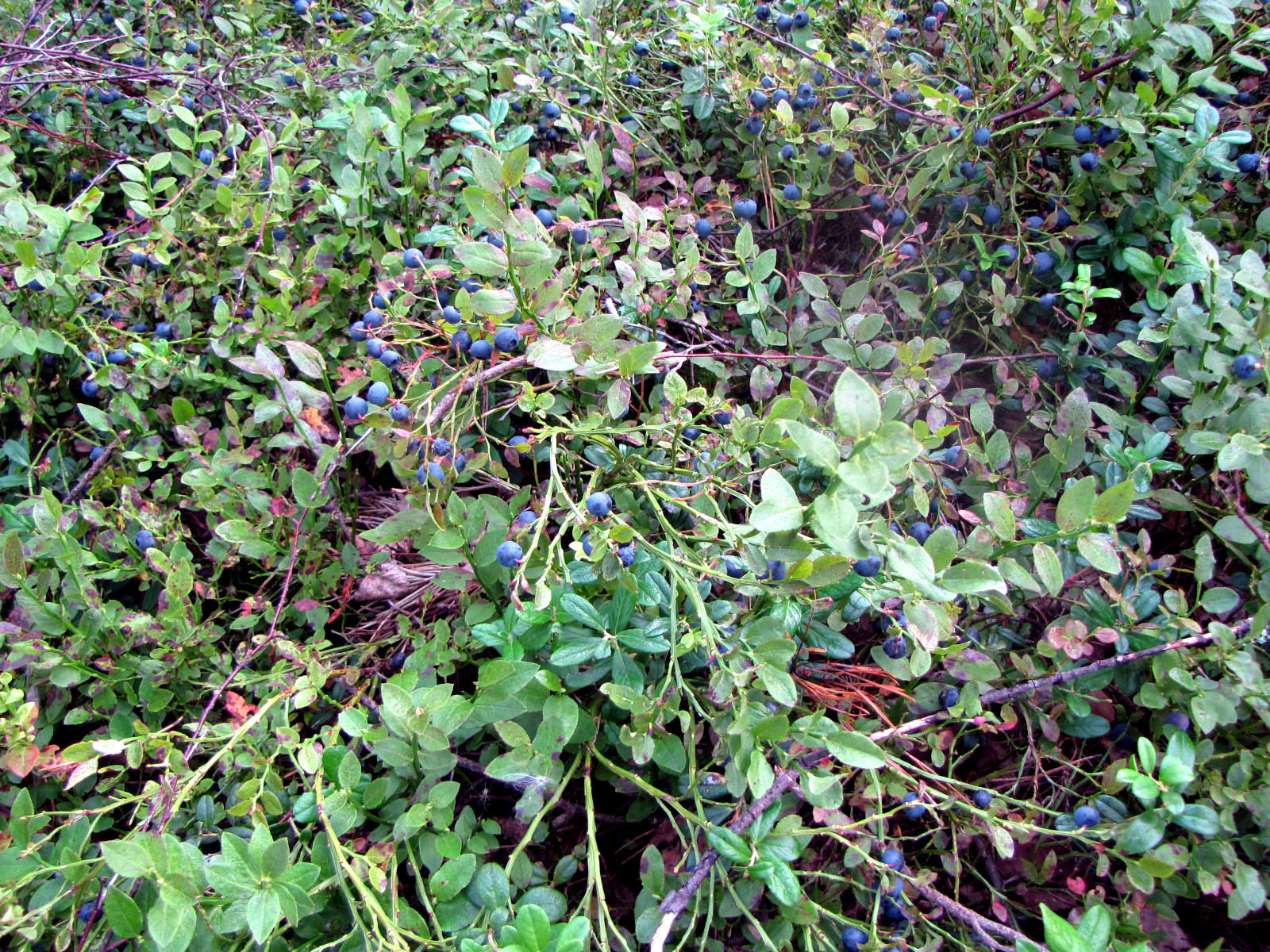
Myrtilles (Vaccinium myrtillus) sur pied